# Meonochilus
Meonochilus is een geslacht van kevers uit de familie van de loopkevers (Carabidae). De wetenschappelijke naam van het geslacht is voor het eerst geldig gepubliceerd in 2009 door Liebherr & Marris.

## Soorten
Het geslacht Meonochilus omvat de volgende soorten:
- Meonochilus amplipennis (Broun, 1912)
- Meonochilus bellorum Liebherr, 2011
- Meonochilus eplicatus (Broun, 1923)
- Meonochilus placens (Broun, 1880)
- Meonochilus rectus Liebherr, 2011
- Meonochilus spiculatus Liebherr, 2011